# Aulosepalum nelsonii
Aulosepalum nelsonii là một loài thực vật có hoa trong họ Lan. Loài này được (Greenm.) Garay mô tả khoa học đầu tiên năm 1980.